# 2024년 수단 기근
2024년 수단 기근에 관한 문서이다.
2024년 내내 수단 인구는 2023년부터 시작된 수단 내전 (2023년~현재)의 결과로 주로 다르푸르(Darfur), 쿠르두판(Kordofan) 및 차드와 같은 이웃 난민 수용 국가에서 심각한 영양실조와 인재로 인한 기근에 시달렸다. 기근 상황은 부분적으로 신속지원군(RSF)이 민간인이 갇힌 도시를 포위하고 약탈하려는 고의적인 시도와 양측이 식량과 인도적 지원이 흐를 수 있도록 공급 경로를 차단함으로써 발생했다. 8월 1일, 세계 기근 검토 위원회(Global Famine Review Committee)는 알파시르(Al-Fashir) 근처 다르푸르(Darfur)에 있는 국내실향민(IDP) 캠프 전반에 걸쳐 진행 중인 IPC 5단계 기근 상태의 위험이 높다고 공식적으로 선언하는 보고서를 발표했다.

## 배경
수단 내전의 결과로 식량과 물 등 공급이 "매우 심각"해졌다. 2024년 2월 22일, 세계식량계획(WFP)은 수단 인구의 95% 이상이 하루 식사를 감당할 수 없다는 보고서를 발표했다.
2025년 7월, 다르푸르 지역의 난민 캠프에서 최소 13명의 어린이가 영양실조로 사망했습니다.

## 같이 보기
- 2017년 남수단 기근
- 1993년 수단 기근
- 1998년 수단 기근